# Francis Huxley
Francis Huxley (* 28. August 1923; † 29. Oktober 2016) war ein britischer Botaniker, Anthropologe und Schriftsteller. Er war der Sohn des Biologen Julian Sorell Huxley, Neffe des Schriftstellers Aldous Huxley und Großneffe des Neurowissenschaftlers Andrew Fielding Huxley.
Sein wissenschaftliches Spektrum war außerordentlich breit. So befasste er sich unter anderem mit den Urubu-Indianern in Brasilien und den Voodoo-Gottheiten in Haiti. Eine illustrierte Geschichte von Riten, Symbolen, Tabus und ähnlichem ist sein Buch The Way Of The Sacred.

## Schriften
- Affable Savages: An Anthropologist Among the Urubu Indians of Brazil. Viking, New York, 1957, ISBN 978-1879215276
- Peoples of the world. London: Blandford Press 1964 (Nachdrucke 1971, 1975).
- The Invisibles: Voodoo Gods in Haiti. Rupert Hart-Davis, London, 1966
- The Way Of The Sacred. Doubleday, New York, 1974
- The Raven and the writing desk. London: Thames & Hudson, 1976
- The Dragon – nature of spirit, spirit of nature. London: Thames & Hudson, 1979
- The eye – the seer and the seen. London: Thames & Hudson, 1990

Literatur
Ron Roberts and Theodor Itten: Francis Huxley and The Human Condition. London: Routledge, 2020 (pb 2022)